# A Division 1937-1938 (Irlanda)
La stagione 1937-1938 è stata la diciassettesima edizione della League of Ireland, massimo livello del campionato di calcio irlandese.

## Classifica finale
|  | Pos. | Squadra          | Pt | G  | V  | N | P  | GF | GS | DR  |
|  | ---- | ---------------- | -- | -- | -- | - | -- | -- | -- | --- |
|  | 1.   | Shamrock Rovers  | 32 | 22 | 14 | 4 | 4  | 71 | 47 | +24 |
|  | 2.   | Waterford        | 31 | 22 | 13 | 5 | 4  | 76 | 40 | +36 |
|  | 3.   | Dundalk          | 30 | 22 | 13 | 4 | 5  | 53 | 29 | +24 |
|  | 4.   | Brideville       | 29 | 22 | 12 | 5 | 5  | 51 | 35 | +16 |
|  | 5.   | St. James's Gate | 27 | 22 | 13 | 1 | 8  | 65 | 40 | +25 |
|  | 6.   | Sligo Rovers     | 19 | 22 | 7  | 5 | 10 | 55 | 61 | -6  |
|  | 7.   | Shelbourne       | 18 | 22 | 6  | 6 | 10 | 36 | 47 | -11 |
|  | 8.   | Bray Unknowns    | 18 | 22 | 8  | 2 | 12 | 37 | 56 | -19 |
|  | 9.   | Bohemians        | 17 | 22 | 7  | 3 | 12 | 55 | 60 | -5  |
|  | 10.  | Limerick         | 17 | 22 | 6  | 5 | 11 | 34 | 43 | -9  |
|  | 11.  | Cork             | 13 | 22 | 6  | 1 | 15 | 38 | 78 | -40 |
|  | 12.  | Drumcondra       | 13 | 22 | 5  | 3 | 14 | 32 | 67 | -34 |

Legenda:

         Campione d'Irlanda.
Note:
Due punti a vittoria, uno a pareggio, zero a sconfitta.

## Statistiche

### Primati stagionali
| Record - Maggior numero di vittorie: Shamrock Rovers (14) - Minor numero di sconfitte: Shamrock Rovers, Waterford (4) - Miglior attacco: Waterford (76) - Miglior difesa: Dundalk (29) - Miglior differenza reti: Waterford (+36) - Maggior numero di pareggi: Shelbourne (6) - Minor numero di vittorie: Drumcondra (5) - Maggior numero di sconfitte: Cork (15) - Peggiore attacco: Drumcondra (32) - Peggior difesa: Cork (78) - Peggior differenza reti: Cork (-40) |